# Caroline Drouin
Caroline Drouin (Auray, 7 de julho de 1996) é uma jogadora de rugby sevens francesa.

## Carreira
Drouin integrou a Seleção Francesa de Rugby Sevens Feminino nos Jogos Olímpicos de Verão de 2020 em Tóquio, quando conquistou a medalha de prata após confronto com a equipe neozelandesa na final.